# 少尿症
寡尿（英文：Oliguria），指排尿的量比正常人少。

## 定義
寡尿的定義因年齡差異而有所不同。
- 在嬰兒：尿量少過1 mL/kg/h
- 在兒童：尿量少過0.5 mL/kg/h
- 在成人： 一天尿量少過400 mL

## 造成原因
- 嘔吐，下瀉，因此造成脫水
- 飲水量減少
- 尿道堵塞
- 前列腺肥大症
- 受感染，因此造成休克
- 急性腎衰竭

## 診斷測驗
- 監視血液的電解質
- 電腦斷層攝影腹部
- 超音波檢查腹部
- 靜脈注射腎盂攝影
- 尿液檢查

## 醫學重要性
寡尿通常是異常腎功能的最早徵兆。